# Whites
Whites este un oraș din Africa de Sud.